# Filmographie de Charles Aznavour
Cet article recense les contributions de Charles Aznavour au cinéma et à la télévision en tant qu'acteur, mais aussi comme compositeur de musique de films et comme scénariste.

## Acteur

### Cinéma
- 1936 : La Guerre des gosses d'Eugène Deslaw et Jacques Daroy, avec Jean Murat, Saturnin Fabre : rôle mineur (non crédité)
- 1938 : Les Disparus de Saint-Agil de Christian-Jaque : un élève (non crédité[1])
- 1945 : Adieu chérie de Raymond Bernard, avec Danielle Darrieux, Louis Salou : un duettiste
- 1956 : Une gosse sensass de Robert Bibal : le chanteur
- 1957 : Paris Music Hall de Stany Cordier : Charles
- 1957 : C'est arrivé à 36 chandelles d'Henri Diamant-Berger, avec Jane Sourza, Guy Bertil : lui-même
- 1958 : La Tête contre les murs de Georges Franju, avec Pierre Brasseur, Jean-Pierre Mocky : Heurtevent
- 1959 : Oh ! Qué mambo de John Berry, avec Magali Noël, Dario Moreno : lui-même
- 1959 : Les Dragueurs de Jean-Pierre Mocky, avec Anouk Aimée : Joseph Bouvier
- 1959 : Le Testament d'Orphée de Jean Cocteau, avec Jean Cocteau, Jean Marais : le curieux
- 1960 : Tirez sur le pianiste de François Truffaut avec Marie Dubois et Michèle Mercier
- 1960 : Un taxi pour Tobrouk de Denys de La Patellière avec Lino Ventura
- 1960 : Le Passage du Rhin d'André Cayatte
- 1961 : Les lions sont lâchés d'Henri Verneuil avec Claudia Cardinale, Jean-Claude Brialy
- 1962 : Horace 62 d'André Versini
- 1962 : Les Petits Matins de Jacqueline Audry
- 1962 : Le Diable et les Dix Commandements, film à sketches de Julien Duvivier, épisode Tu ne tueras point Denis Mayeux prêtre novice, avec Lino Ventura, Maurice Biraud
- 1962 : Tempo di Roma (Destination Rome) de Denys de La Patellière
- 1962 : Le Rat d'Amérique de Jean-Gabriel Albicocco
- 1962 : Les Quatre Vérités (épisode : Les Deux Pigeons de René Clair)
- 1962 : Pourquoi Paris ? de Denys de La Patellière
- 1963 : Cherchez l'idole de Michel Boisrond avec Frank Alamo
- 1964 : Haute Infidélité (Alta infidelta) (épisode : Péché dans l'après-midi d'Elio Petri)
- 1964 : Les Vierges de Jean-Pierre Mocky avec Gérard Blain, Jean Poiret
- 1965 : Paris au mois d'août de Pierre Granier-Deferre avec Jacques Marin et Susan Hampshire (Il compose et interprète la chanson-thème).
- 1965 : La Métamorphose des cloportes de Pierre Granier-Deferre
- 1966 : Le facteur s'en va-t-en guerre de Claude Bernard-Aubert
- 1968 : Caroline chérie de Denys de La Patellière avec France Anglade, François Guérin, Bernard Blier, Karin Dor
- 1968 : Candy de Christian Marquand avec Ewa Aulin et Ringo Starr
- 1969 : Le Temps des loups (Tempo di violenza) de Sergio Gobbi avec Robert Hossein, Virna Lisi
- 1970 : Le Défi (The Games) de Michael Winner avec Ryan O'Neal
- 1970 : Un beau monstre de Sergio Gobbi
- 1970 : Les Derniers Aventuriers (The Adventurers) de Lewis Gilbert avec Alan Badel
- 1971 : La Part des lions de Jean Larriaga avec Robert Hossein
- 1972 : Les Intrus de Sergio Gobbi avec Marie-Christine Barrault
- 1973 : The Blockhouse de Clive Rees
- 1974 : Dix Petits Nègres (Ein Unbekannter rechnet ab) de Peter Collinson avec Maria Rohm
- 1975 : Folies bourgeoises de Claude Chabrol avec Stéphane Audran, Bruce Dern
- 1976 : Intervention Delta (Sky Riders) de Douglas Hickox avec James Coburn, Susannah York
- 1979 : Le Tambour (Die Blechtrommel) de Volker Schlöndorff avec David Bennent, Mario Adorf
- 1981 : Qu'est-ce qui fait courir David ? d'Élie Chouraqui avec Francis Huster, Nicole Garcia
- 1982 : La Montagne magique (Der Zauberberg) de Hans W. Geissendörfer avec Christoph Eichhorn, Marie-France Pisier
- 1982 : Les Fantômes du chapelier de Claude Chabrol avec Michel Serrault
- 1982 : Édith et Marcel de Claude Lelouch avec Évelyne Bouix, Marcel Cerdan Jr
- 1983 : Viva la vie de Claude Lelouch avec Charlotte Rampling, Michel Piccoli
- 1986 : Yiddish Connection de Paul Boujenah avec André Dussollier
- 1988 : Mangeclous de Moshé Mizrahi avec Pierre Richard, Jacques Villeret
- 1989 : Il Maestro de Marion Hänsel avec Malcolm McDowell, Andréa Ferréol
- 1991 : Les Années campagne de Philippe Leriche avec Benoît Magimel
- 1996 : Pondichéry, dernier comptoir des Indes de Bernard Favre avec Richard Bohringer
- 1996 : Le Comédien de Christian de Chalonge avec Michel Serrault
- 1997 : Sans cérémonie de Michel Lang avec Annie Cordy
- 2001 : La Vérité sur Charlie (The Truth about Charlie) de Jonathan Demme avec Thandie Newton, Mark Wahlberg
- 2002 : Ararat de Atom Egoyan avec Marie-Josée Croze
- 2004 : Ennemis publics de Karim Abbou avec Richard Bohringer
- 2005 : Emmenez-moi de Edmond Bensimon avec Gérard Darmon, Zinedine Soualem
- 2006 : Mon colonel de Laurent Herbiet

### Télévision
- 1968: Moi et l'autre
- 1977 : Le Muppet Show - Saison 1 épisode 9 - lui-même
- 1984 : Le Paria (téléfilm) - Julien Mauriès
- 1989-1992 : Le Chinois[2] - Charles Cotrel
- 1994-1999 : Les Baldi (série TV)  - Baldipata
- 1999 : Les Mômes de Patrick Volson - Gaspard
- 2000 : Judicaël de Claude d'Anna - Raphaël Perlman
- 2001 : Angelina de Claude d'Anna - Lucien
- 2002 : Passage du bac de Olivier Langlois - Popeye
- 2004 : Le Père Goriot de Jean-Daniel Verhaeghe d'après Honoré de Balzac - Jean-Joachim Goriot
- 2013 : L'Habit ne fait pas le moine, court-métrage de Sandrine Veysset (La Collection Jeanne Moreau) - Léon

### Doublage
- 2009 : Là-haut de Peter Docter : Carl Fredericksen (Edward Asner)

## Compositeur (BOF)
La liste des titres suivants ne mentionne que les films pour lesquels Charles Aznavour a composé tout ou partie de la musique originale. Les films utilisant des chansons préexistantes de Charles Aznavour ne sont pas listés ici.
- 1956 : Une gosse sensass de Robert Bibal
- 1957 : Ces dames préfèrent le mambo de Bernard Borderie
- 1960 : Le Cercle vicieux de Max Pécas
- 1960 : Tu ne tueras point de Claude Autant-Lara
- 1961 : De quoi tu te mêles, Daniela ! de Max Pécas
- 1962 : Douce violence de Max Pécas (Aznavour est l'auteur de la chanson Il faut saisir sa chance, sur une musique de Georges Garvarentz compositeur de la BOF)
- 1962 : Les Quatre Vérités de René Clair
- 1963 : Cherchez l'idole de Michel Boisrond (Aznavour est l'auteur des chansons sur des musiques de Georges Garvarentz ; voir BOF Cherchez l'idole)
- 1965 : Cent briques et des tuiles de Pierre Grimblat (BOF en collaboration avec Georges Garvarentz)
- 1987 : A star for two de Jim Kaufman (BOF en collaboration avec Georges Garvarentz)
- 1988 : Inoubliable Genève[3], film Genève de François Reichenbach. (Aznavour est l'auteur de la chanson, paroles Pierre Delanoë).

## Scénariste
- 1972 : Les Intrus de Sergio Gobbi
- 1986 : Yiddish Connection de Paul Boujenah

## Distinctions cinématographiques
- 1959 : Prix d'interprétation de l'Académie du cinéma français pour son rôle de Heurtevent dans La Tête contre les murs de Georges Franju
- 1971 : Lion d'or de la Mostra de Venise pour la version italienne de la chanson du film Mourir d'aimer
- 1997 : César d'honneur
- 2006 : Honoré lors du 30e Festival international du film du Caire